# Palais Weisweiler

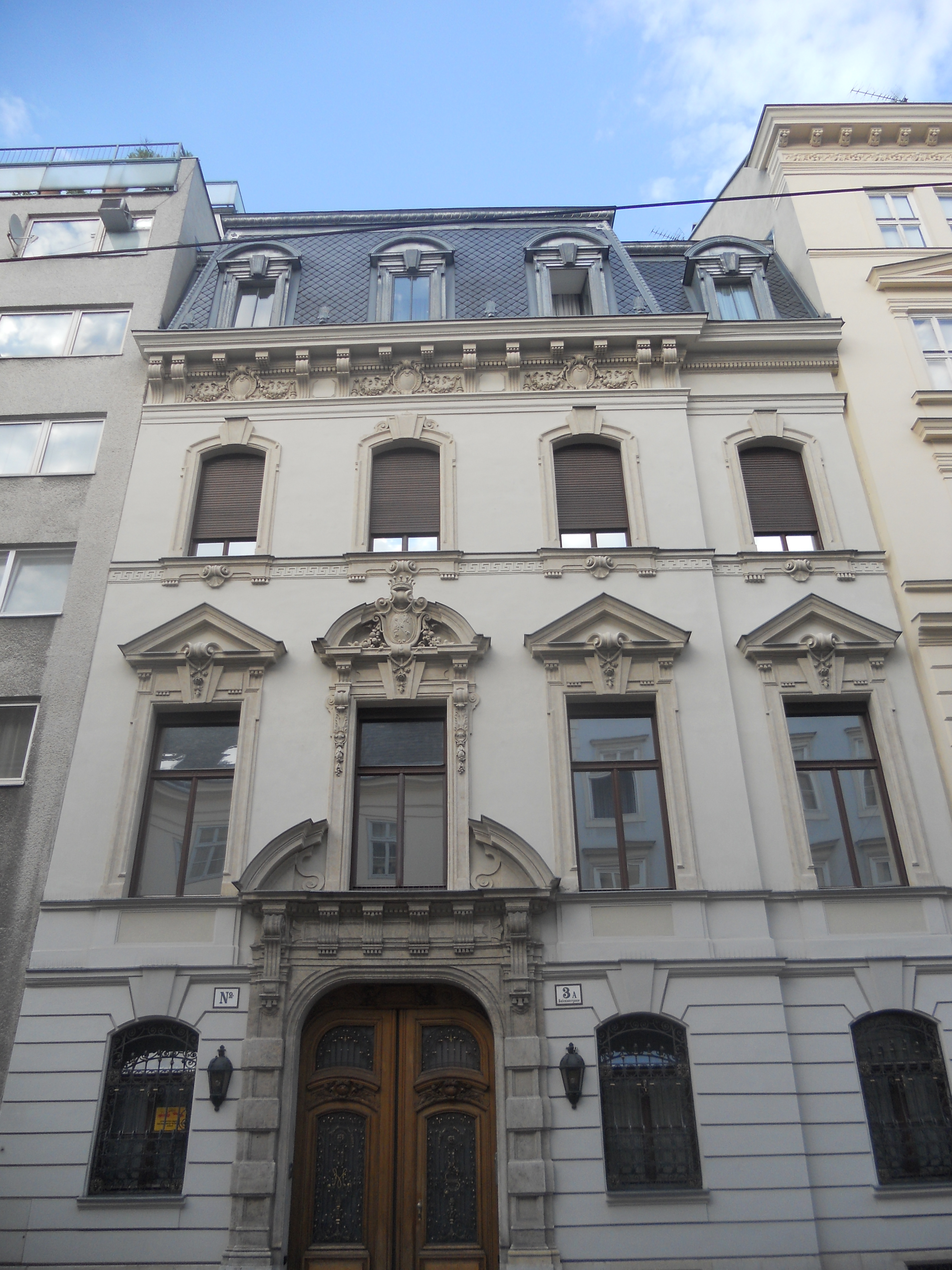
Teil des ehemaligen Palais Weisweiler in der Salesianergasse 3a

Das Palais Weisweiler (richtiger: Weisweiller) im 3. Wiener Gemeindebezirk Landstraße an der Salesianergasse 3 zählte zu den letzten Bauten vom Typus des großbürgerlichen Stadtpalais (nach französischem Vorbild). Es wurde 1973 abgerissen.

## Geschichte
Marie Freiin von Schnapper vererbte 1892 ihr Schloss Wimsbach in Bad Wimsbach-Neydharting (Oberösterreich) an eine Weisweiller; es steht bis heute im Besitz der Familie. Zu Beginn der 1920er Jahre kam die Industriellenfamilie, die sich Weisweiller schrieb und mit einer jüdischen Familie gleichen Namens in Frankreich verwandt war, in den Besitz des 1891 von Ferdinand Fellner und Hermann Helmer, den bekannten Wiener Theaterarchitekten, für die Familie von Schnapper errichteten kleinen Palais in der Salesianergasse 3a. 1924 kaufte Familie Weisweiller auch das Nachbargrundstück und ließ unter Verwendung des Altbestands auf dem Gesamtareal von Architekt Theodor Mayer ein herrschaftliches Gebäude errichten, das stilistisch an französischen Vorbildern, am Typus Hôtel particulier, orientiert war.
Unter den vornehmen Häusern im Wien der Zwischenkriegszeit stach das Palais Weisweiller durch seine besonders reiche Ausstattung (Marmorverkleidungen, Schmiedeeisen etc.) hervor. Unter dem höher gelegenen Garten befand sich eine Garage für mehrere Automobile.
Familie Weisweiller wurde unter der NS-Herrschaft 1938 enteignet und emigrierte nach England. Im Palais wurden Dienststellen der Städtischen Straßenbahnen untergebracht. Ob bzw. wann das Gebäude nach 1945 an Familie Weisweiller restituiert wurde, ist nicht erforscht (Schloss Wimsbach wurde an Moritz Weisweiller restituiert). Nach dem Krieg befanden sich im Palais Weisweiller Büros der verstaatlichten Österreichisch-Alpinen Montangesellschaft.
Der Makler Franz Machek bemühte sich als letzter Eigentümer nach deren Auszug aus dem Palais einige Jahre lang vergeblich, für das leerstehende Gebäude nutzbringende Verwendung zu finden. Anfang der 1970er Jahre beantragte er die Abbruchgenehmigung. 1973 wurde der Abriss durchgeführt und der Bau das Nachfolgegebäudes begonnen, – kurz bevor das Gebiet zwischen Rennweg und Heumarkt (also auch die Salesianergasse) 1974 zur Schutzzone erklärt wurde.
Der Gebäudeteil Salesianergasse 3a ist noch erhalten und steht unter Denkmalschutz (Listeneintrag).